# Daisaku Sakai
Daisaku Sakai (酒井大作?, Sakai Daisaku; Osaka, 12 marzo 1982) è un pilota motociclistico giapponese.

## Carriera
Esordisce come wildcard nel GP del Giappone del 2000, nella classe 250 del motomondiale in sella ad una Honda. Nel 2001 corre ancora nella classe 250 come wildcard al GP del Pacifico senza ottenere punti, mentre nel 2002, sempre con una Honda, ottiene un secondo posto nell'unica gara della stagione che ha corso.
Più costanti sono state le sue partecipazioni nel campionato giapponese, dove ha ottenuto buoni risultati e numerosi podi nelle categorie Supersport e Superbike. Conclude la stagione 2013 della superbike nipponica al 13º posto con 42 punti, l'anno successivo è invece 11º con 64 punti, in entrambe le occasioni in sella ad una BMW S1000RR.
Nel 2010 disputa la prova di Monza nel mondiale Superbike in sella alla GSX-R1000 del team Yoshimura Suzuki Racing, ma in gara 1 cade mentre era nelle retrovie e non prende parte alla gara pomeridiana. Il 13 giugno 2010 vince la 300 chilometri di Suzuka, sempre in sella ad una Suzuki GSX-R1000, in coppia con Nobuatsu Aoki.

## Risultati in gara

### Motomondiale
| 2000 | Classe | Moto  |  |  |    |  |  |  |  |  |  |  |  |  |  |  |  |  | Punti | Pos. |
| ---- | ------ | ----- |  |  | -- |  |  |  |  |  |  |  |  |  |  |  |  |  | ----- | ---- |
| 2000 | 250    | Honda |  |  | 20 |  |  |  |  |  |  |  |  |  |  |  |  |  | 0     |      |

| 2001 | Classe | Moto  |  |  |  |  |  |  |  |  |  |  |  |  |    |  |  |  | Punti | Pos. |
| ---- | ------ | ----- |  |  |  |  |  |  |  |  |  |  |  |  | -- |  |  |  | ----- | ---- |
| 2001 | 250    | Honda |  |  |  |  |  |  |  |  |  |  |  |  | 20 |  |  |  | 0     |      |

| 2002 | Classe | Moto  |   |  |  |  |  |  |  |  |  |  |  |  |  |  |  |  | Punti | Pos. |
| ---- | ------ | ----- | - |  |  |  |  |  |  |  |  |  |  |  |  |  |  |  | ----- | ---- |
| 2002 | 250    | Honda | 2 |  |  |  |  |  |  |  |  |  |  |  |  |  |  |  | 20    | 17º  |

| Legenda | 1º posto        | 2º posto            | 3º posto            | A punti      | Senza punti        | Grassetto – Pole position Corsivo – Giro più veloce |
| Legenda | Gara non valida | Non qual./Non part. | Ritirato/Non class. | Squalificato | '-' Dato non disp. | Grassetto – Pole position Corsivo – Giro più veloce |

### Campionato mondiale Superbike
| 2010 | Moto   |  |  |  |  |  |  |  |  |     |    |  |  |  |  |  |  |  |  |  |  |  |  |  |  |  |  |  |  | Punti | Pos. |
| ---- | ------ |  |  |  |  |  |  |  |  | --- | -- |  |  |  |  |  |  |  |  |  |  |  |  |  |  |  |  |  |  | ----- | ---- |
| 2010 | Suzuki |  |  |  |  |  |  |  |  | Rit | NP |  |  |  |  |  |  |  |  |  |  |  |  |  |  |  |  |  |  | 0     |      |

| Legenda | 1º posto        | 2º posto            | 3º posto           | A punti      | Senza punti        | Grassetto – Pole position Corsivo – Giro più veloce |
| Legenda | Gara non valida | Non qual./Non part. | Ritirato/Non class | Squalificato | '-' Dato non disp. | Grassetto – Pole position Corsivo – Giro più veloce |